# Hypolycaena infumata
Hypolycaena infumata är en fjärilsart som beskrevs av Hans Fruhstorfer 1910. Hypolycaena infumata ingår i släktet Hypolycaena och familjen juvelvingar. Inga underarter finns listade i Catalogue of Life.